# موتور حاجی ابراهیم طاگزی
موتور حاجی ابراهیم طاگزی، روستایی از توابع بخش نصرت‌آباد شهرستان زاهدان در استان سیستان و بلوچستان ایران است.

## جمعیت
این روستا در دهستان دومک قرار دارد و براساس سرشماری مرکز آمار ایران در سال ۱۳۸۵، جمعیت آن ۱۵۳ نفر (۳۰خانوار) بوده‌است.